# Malaiische Riesengespenstschrecke

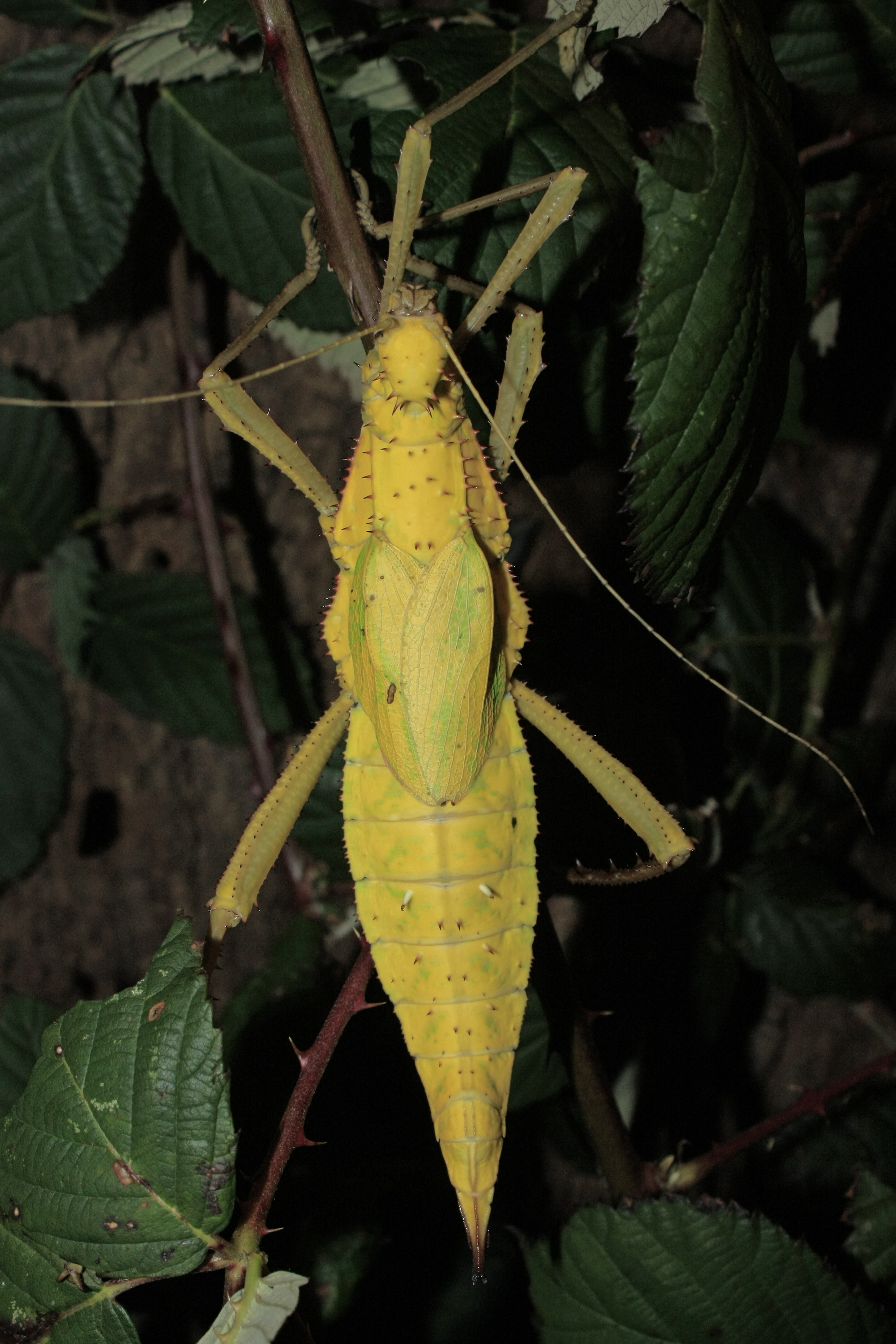
Gelbes Weibchen

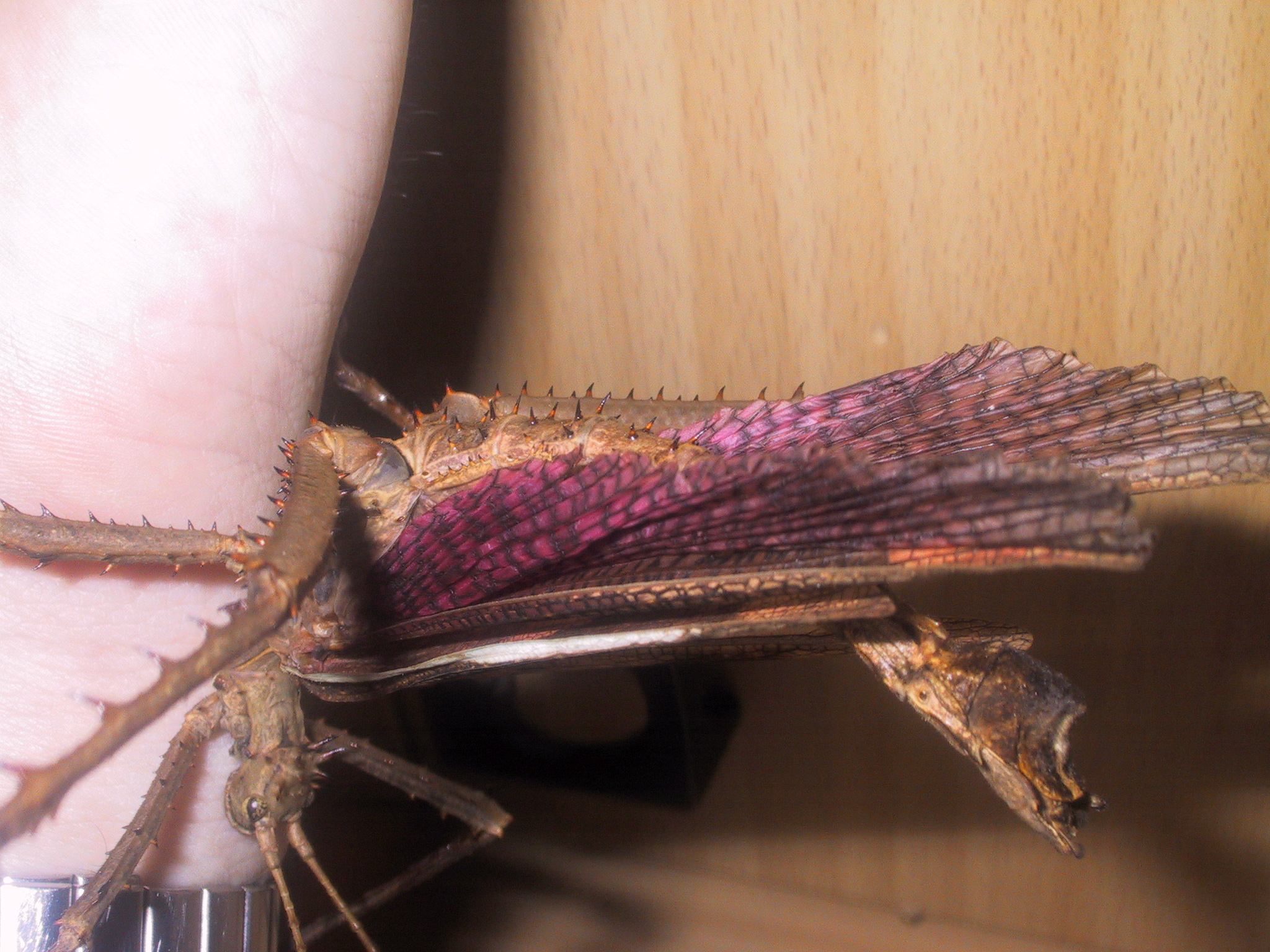
Drohendes Männchen

Die Malaiische Riesengespenstschrecke (Heteropteryx dilatata) ist eine von Insektenliebhabern häufig gehaltenen Art aus der Ordnung der Gespenstschrecken (Phasmatodea). Sie ist der bisher einzige, beschriebene Vertreter der Gattung Heteropteryx und namensgebend für die Familie der Heteropterygidae.

## Name
Die gelegentlich verwendete Bezeichnung Riesengespenstschrecke ist nicht eindeutig, da sie auch für andere größere Gespenstschrecken verwendet wird. Dagegen sind die auf die Färbung der Weibchen anspielenden Namen Riesenblatt-Gespenstheuschrecke bzw. Grüne Riesengespenstschrecke treffender. Außerdem wird die Art, bezugnehmend auf die im Englischen üblichen Namen „Jungle Nymph“ beziehungsweise „Malayan Jungle Nymph“, auch noch als Dschungelnymphe bezeichnet.

## Merkmale
Die eindrucksvollen Weibchen werden 14 bis 17 cm lang und dürften mit 30 bis 65 g zu den schwersten Phasmiden überhaupt gehören. Neben den typisch grün gefärbten, gibt es seltener auch gelbe und noch seltener rotbraune Weibchen. Ihre Flügelpaare sind beide verkürzt. In Ruhe verdecken die grünen, als Tegmina ausgebildeten Vorderflügeln die etwas kürzeren, auffallend rosarot gefärbten Hinterflügel (Alae). Kopf, Körper und Beine sind bedornt. Der abgeflachte Körper ist insbesondere entlang der Körperkanten einschließlich des Abdomens mit einer Reihe Dornen versehen. Am Ende des Abdomens befindet sich einen Legestachel zur Ablage der Eier im Boden. Er umgibt den eigentlichen Ovipositor und wird ventral aus dem achten Sternit gebildet, hier Subgenitalplatte oder Operculum genannt und dorsal aus dem elften Tergum, welches hier als Supraanalplatte oder Epiproct bezeichnet wird.
Die Männchen sind dagegen schlank und werden nur etwa 9 bis 13 cm lang. Sie sind meist einfarbig braun und ebenso am ganzen Körper bedornt. Die Hinterflügel bedecken das gesamte Abdomen. Die schmalen, aber nur wenig kürzeren Vorderflügel sind als Tegmina ausgebildeten und haben einen hellen vorderer Rand, der den Tieren mit geschlossenen Flügeln den typischen Seitenstreifen über das Mesonotum und das halbe Abdomen verleiht. Die voll ausgebildeten Hinterflügel sind rötlich und mit einem braunen Netzmuster gezeichnet.

## Vorkommen und Lebensweise
Heteropteryx dilatata stammt, wie ihr deutscher Name schon vermuten lässt, vom Malaiischen Archipel. Dort wurde sie auf der Malaiische Halbinsel, in Thailand, Singapur, sowie auf Sumatra und in Sarawak auf Borneo nachgewiesen. Ob es sich bei den auf Madagaskar dokumentierten Tieren um eine natürlich dort vorkommende Population handelt ist unklar.
Beide Geschlechter sind bei Gefahr zur Abwehrstridulation fähig. Dabei werden immer wieder die farbigen Hinterflügel ruckartig aufgespannt. Außerdem drohen die Tiere dann, ähnlich wie die Vertreter der nahe verwandten Gattung Haaniella, mit erhobenem Abdomen und dem Angreifer entgegen gestreckten, abgespreizten Hinterbeinen. Bei Kontakt werden die Schienen der Hinterbeine dann schnell gegen die Schenkel geschlagen, was durch die Dornen insbesondere der Schienen eine effektive Verteidigung gewährleistet.

## Fortpflanzung

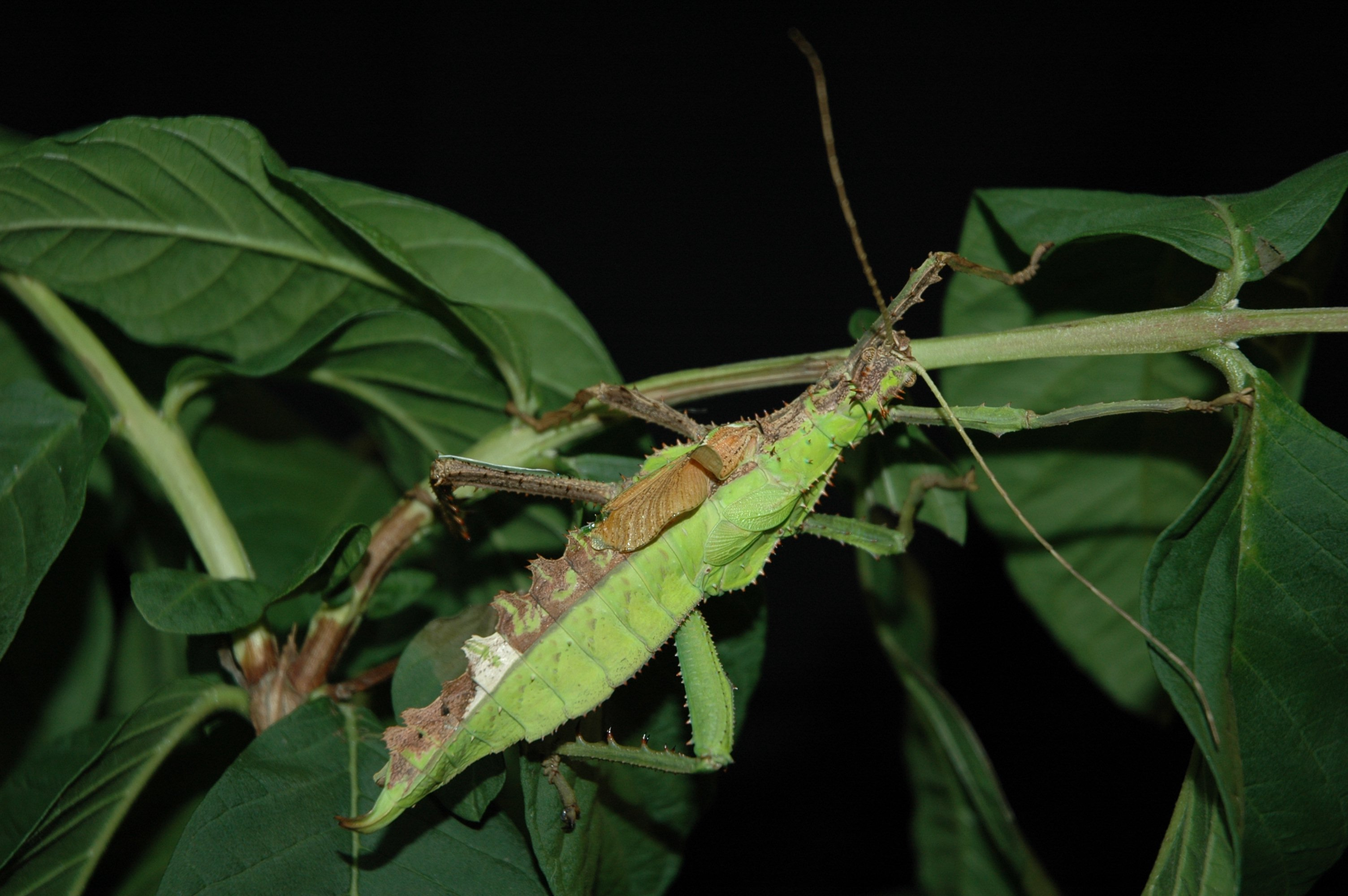
Halbseitenzwitter

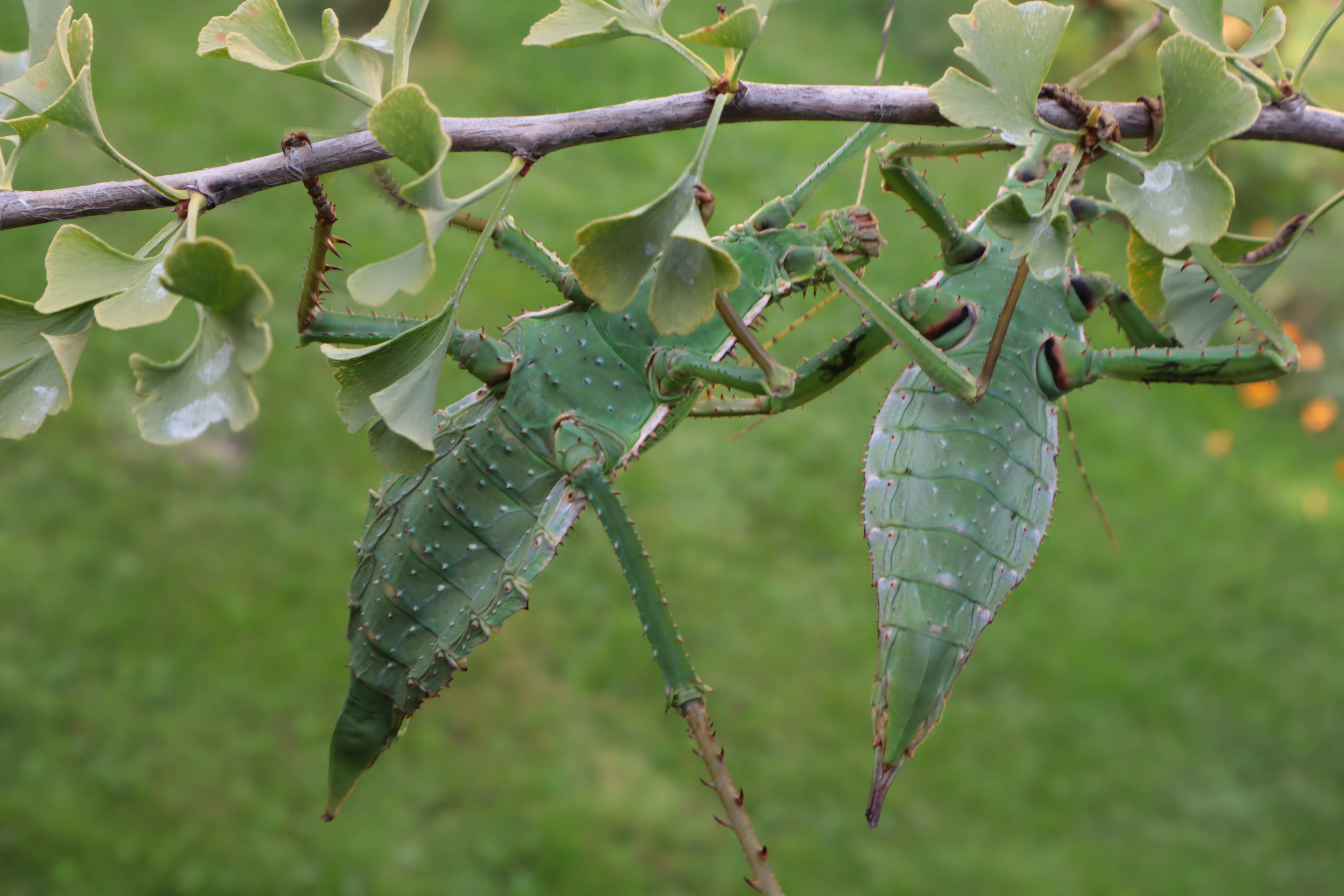
Links adultes Heteropteryx dilatata Weibchen vom Zuchtstamm aus Kuala Boh (Pahang), rechts weibliche L5 Nymphe der unbeschrieben Art aus dem Khao Lak Nationalpark

Das Weibchen legt die 7 bis 7,5 mm langen, 5 mm breiten und etwa 70 mg schweren Eier einzeln mit ihrem, den Ovipositor umgebenden Legestachel in den Boden ab. Nach etwa 7 bis 12 Monaten schlüpfen die Nymphen. Diese sind in der Lage ihre tagsüber hellere Farbe in der Nacht in eine dunklere zu ändern (physiologischer Farbwechsel) und bilden bis zum vierten Larvenstadium Schlafgemeinschaften, bei denen die Tiere klumpen- oder kettenförmig aneinander an den Nahrungspflanzen hängen. Etwa ein Jahr nach dem Schlupf erfolgt die Imaginalhäutung, welche bei den Männchen die fünfte und bei den Weibchen die sechste Häutung ist. Die Imagines leben dann noch etwa 6 bis 12 Monate. Bei der Malaiischen Riesengespenstschrecke treten wie bei vielen anderen Gespenstschrecken-Arten gelegentlich auch Gynander auf. Diese sind häufig als Halbseitenzwitter ausgebildet.

## Systematik
Heteropteryx dilatata ist der bisher einzige beschriebene Vertreter der von George Robert Gray im Jahre 1835 aufgestellten Gattung Heteropteryx und wurde 1798 von John Parkinson unter dem Basionym Phasma dilatatum beschrieben. Der Holotypus ist ein weibliches Tier, welches in der Sammlung des Macleay Museums der Universität Sydney hinterlegt ist. Alle weiteren in der Gattung Heteropteryx beschriebenen Arten werden anderen Gattungen zugeordnet, etwa Haaniella, oder haben sich als Synonyme zu Heteropteryx dilatata herausgestellt. So wurde die Art im 19. Jahrhundert unter vier weiteren Namen beschrieben, die größtenteils auch in unterschiedlichen Gattungen geführt bzw. in solche überführt wurden. Der 1875 von Carl Stål für die später synymymisierte Phasma (Eurycantha) graciosa bzw. Cyphocrania graciosa eingeführte Gattungsname Leocrates ist synonym zu Heteropteryx.
Die Synonyme zu Heteropteryx dilatata mit Erstnennung und Synonymisierung sind:

- Phasma dilatatum Parkinson, 1798
- Diapherodes dilatata (Parkinson, 1798) (Erstnennung Burmeister 1838)
- Leocrates dilatatus (Parkinson, 1798) (Ernennung Redtenbacher, 1906)

- Phasma (Eurycantha) graciosa Westwood, 1874
- Cyphocrania graciosa (Westwood, 1848) (Erstnennung Westwood, 1859)
- Leocrates graciosa (Westwood, 1848) (Erstnennung Stål 1875, Synonymisierung Kirby, 1904)

- Heteropteryx hopei Westwood, 1864 (Synonymisierung Westwood, 1874)

- Heteropteryx castelnaudi Westwood, 1874
- Haaniella castelnaudi Westwood, 1874 (Erstnennung Kirby, 1904)
- Leocrates castelnaudi Westwood, 1874 (Erstnennung Redtenbacher, 1906, Synonymisierung Günther, 1935)

- Heteropteryx rollandi Lucas, 1882 (Synonymisierung Kirby, 1904)

In ihren auf Genanalysen basierenden Untersuchungen zur Klärung der Phylogenie der Heteropterygidae wurde von Sarah Bank et al.  gezeigt, dass die Vertreter der Heteropterigini zwar eine gemeinsame Klade bilden, aber die Gattung Heteropteryx phylogenetisch mitten in mehreren Linien von aktuell in Haaniella geführten Arten zu platzieren ist. Außerdem konnte gezeigt werden, das neben der malaiischen Heteropteryx dilatata noch eine weitere, bisher nicht beschriebene Art aus der thailändischen Provinz Phang-nga, genauer aus dem Khao Lak Nationalpark existiert.

## Terraristik
Die Haltung erfolgt in Terrarien mit sandhaltiger Blumenerde. Als Futter werden beblätterte Zweige von Brombeeren, Efeu, Eichen und Weißdornen angeboten. Die Größe des Terrariums muss der Anzahl der Tiere angepasst sein. Für ein Paar sollte das Terrarium nicht kleiner als 40 × 40 × 40 cm sein. Die Futterzweige können in eine enghalsige Vase oder Flasche gestellt werden, damit diese länger frisch bleiben, die Blätter werden zusätzlich täglich mit Wasser besprüht.
Die vom Weibchen abgelegten Eier können dem Terrarium entnommen werden und in einer sogenannten Heimchendose bei etwas Feuchtigkeit und 25 bis 30 °C inkubiert werden. Die gleichen Temperaturen sollten bei der Aufzucht der Nymphen herrschen. Die Luftfeuchtigkeit sollte nicht unter 70 % liegen.
Die Art wird von der Phasmid Study Group unter der PSG-Nummer 18 geführt. Sie wurde schon 1974 von C.C. Chua aus den Cameron Highlands in Pahang nahe der Grenze zu Perak und in den 1980er Jahren mehrfach von verschiedenen Händlern aus Perak nach Europa eingeführt. Weitere Stämme wurden in jüngerer Vergangenheit aus dieser Region eingeführt und werden unter Nennung ihrer Herkunft gehalten. So wurde ein Stamm aus Tapah Hills (ebenfalls Perak nahe Pahang) und 2015 ein weiterer von Yoko Matsumura aus Kuala Boh in Pahang in Zucht gebracht. Ein 1998 aus Phuket importierter Zuchtstamm, bei dem die Weibchen schwarze Coxen haben, ist verschollen. Dass dieser zu der von Bank et al. 2021 identifizierten, unbeschriebenen Art gehörte, gilt als wahrscheinlich, da beide Fundorte nur etwa einhundert Kilometer voneinander entfernt liegen und die molekulargenetisch untersuchten Tiere ebenfalls schwarze Coxen aufweisen.

## Bilder

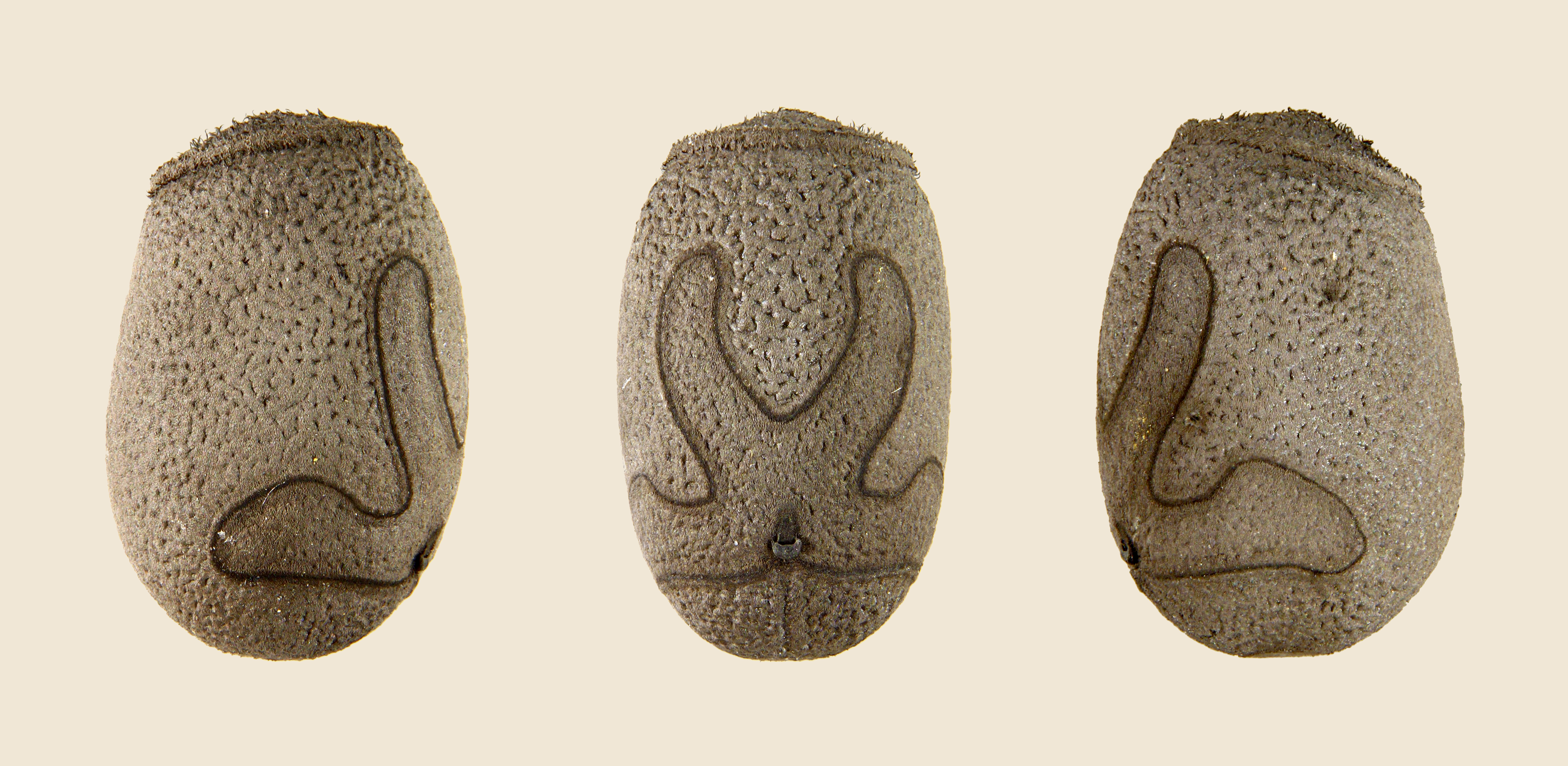
Ei
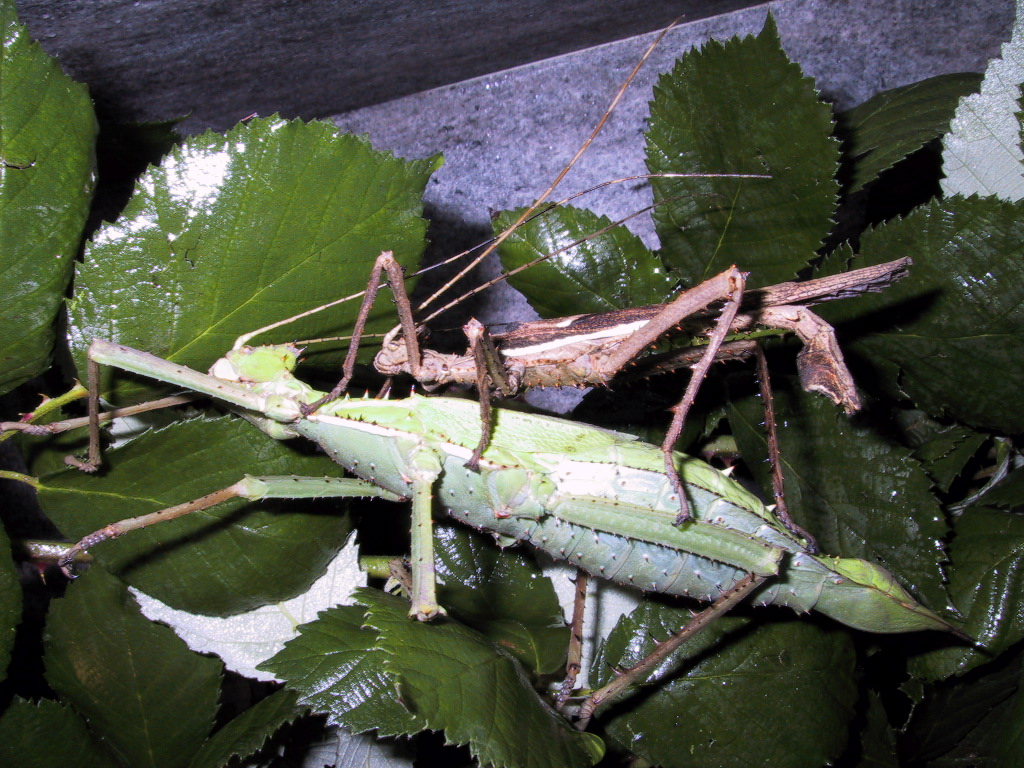
Pärchen
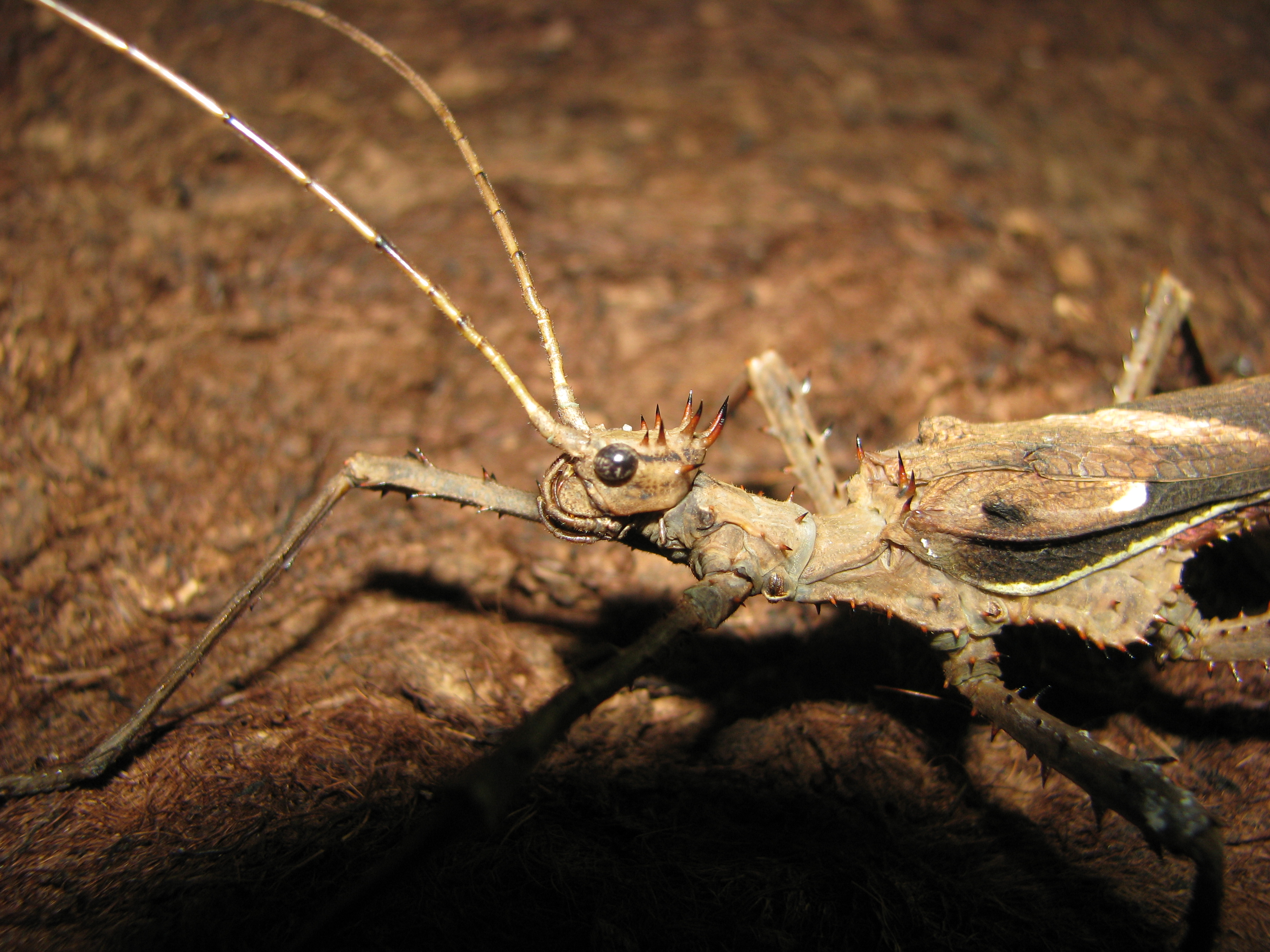
Porträt eines Männchens
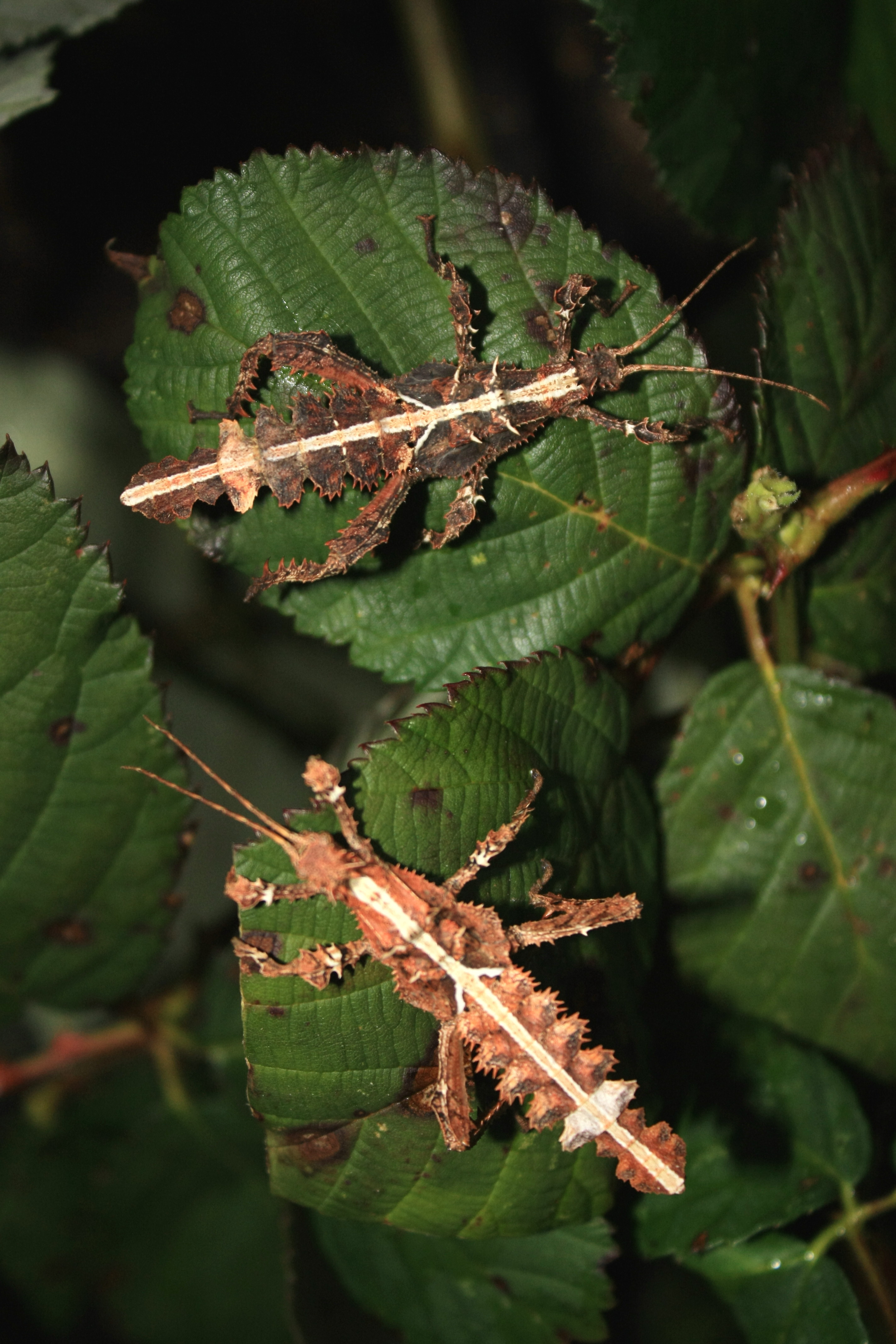
Zwei männliche L3 Nymphen